# دیوید بروستر
سر دیوید بروستر (Sir David Brewster)‏ KH PRSE FRS‏ ‏(۱۱ دسامبر ۱۷۸۱–۱۰ فوریه ۱۸۶۸)، دانشمند، مخترع، مؤلف و مدیر آکادمیک بریتانیایی بود. او را در علم در درجه اول به دلیل کارهای تجربی‌اش در زمینه نورشناسی فیزیکی می‌شناسند. وی اغلب درگیر مطالعه قطبش نور بود و کشف زاویه بروستر در این زمینه قابل ذکر است. او به مطالعه دوشکستگی بلورها تحت فشردگی پرداخت و فوتو الاستیسیته را کشف نمود، بدین ترتیب وی شاخه کانی‌شناسی نورشناختی را ایجاد نمود. ویلیام هیول به دلیل این کارش او را «پدر نورشناسی تجربی مدرن» و «یوهانس کپلر در نورشناسی» نامید.
بروستر که در زمینه عکس برداری پیشتاز بود، برجسته‌بین ارتقاء یافته‌ای را اختراع نمود که آن را «برجسته‌بین عدسی‌وار» نامید و مبدل به اولین دستگاه سیار سه بعدی شد. او دوربین دوچشمی را اختراع کرد، دو نوع قطبش‌سنج، لنزهای پولیزونال، نورافکن فانوس دریایی و زیبابین را نیز اختراع کرد.
بروستر به پرسبیترینیسم معتقد بود و درحالی که دست برادر خویش را گرفته بود در رویدادهای مرتبط با نا آرامی‌های ۱۸۴۳ در اسکاتلند شرکت نمود، رویدادهایی که منجر به تشکیل کلیسای آزاد اسکاتلند شدند. وی به عنوان مورخ علم، بر روی زندگی و کار قهرمان خویش، آیزاک نیوتون تمرکز نمود. بروستر زندگی‌نامه با جزئیات مفصلی از نیوتون رو در ۱۸۳۱ میلادی منتشر کرده و بعدها مبدل به اولین مورخی شد که بسیاری از مقالات Nachlass نیوتون رو مورد بررسی قرار داد. همچنین بروستر چندین اثر مرتبط با علوم عامه را نگاشت و یکی از بنیانگذاران انجمن علمی بریتانیا ابود که در ۱۸۴۹ میلادی در آن به ریاست دست یافت. او مبدل به چهرهٔ معروف در تحصیلات عالیه اسکاتلند شده و به عنوان مدیر دانشگاه سنت اندروز طی ۱۸۳۷ تا ۱۸۵۹ میلادی و سپس در دانشگاه ادینبرو طی ۱۸۵۹ تا ۱۸۶۸ میلادی خدمت نمود. همچنین بروستر دائره المعارف ادینبروی ۱۸ جلدی را نیز ویرایش نمود.

## زندگی
دیوید بروستر در کانونگیت در جدبرا، راکسبرگشر بدنیا آمد، او فرزند مارگارت کی (۱۷۵۳–۱۷۹۰) و جیمز بروستر (حدود ۱۷۳۵–۱۸۱۵)، رئیس مدرسه گرامر جدبرا و معلم دبیرستان بود. دیوید سومین فرزند از شش فرزند خانواده بود که چهارتایشان پسر و دوتا از آن‌ها دختر بودند: جیمز (۱۷۷۷–۱۸۴۷)، وزیر در کریگ، فریدن؛ دیوید؛ جورج (۱۷۸۴–۱۸۵۵)، وزیر در سونی، فیف و پاتریک (۱۷۸۸–۱۸۵۹)، وزیر در کلیسای ابی در پیسلی.
دیوید بروستر در سن ۱۲ سالگی در دانشگاه ادینبرو پذیرفته شد و هدفش مبدل شدن به یک روحانی بود. او MA خود را در ۱۸۰۰ میلادی دریافت کرده و مجوز وزارت کلیسای اسکاتلند را کسب کرده و سپس در حوالی ادینبرو در موقعیت‌های مختلف به عنوان کشیش فعالیت نمود. بروستر تا آن زمان تقریباً نشان داده بود که میل قوی به علوم طبیعی داشته و با جیمز ویچ اهل جدبرا روابط نزدیکی داشت. ویچ که در محله خود به عنوان مرد علمی شناخته شده و مهارت خاصی در ایجاد تلسکوپ داشت، نزد سر والتر اسکات اینگونه توصیف می‌گردید: «فیلسوف خودآموخته، اخترشناس و ریاضیدان».
بروستر در زمین‌های صومعه ملروز در اسکاتیش بوردرز خاکسپاری شده‌است.

## حرفه

### کار در زمینه نورشناسی
گرچه که بروستر حسب المقرر، مطالعاتش در زمینه الهیات را تمام کرده بود و مجوز فعالیت به عنوان کشیش را کسب نمود، سایر علاقه‌مندی‌هایش او را از وظایفش در این زمینه دور ساخت. در ۱۷۹۹ میلادی، دانشجویی از هنری بروقام او را متقاعد ساخت تا به مطالعه پراش نور بپردازد. نتایج تحقیقات او گهگاه در مقالات «تبادلات فلسفی در جامعه سلطنتی» لندن و سایر ژورنال‌ها به طبع می‌رسیدند. این حقیقت که سایر دانشمندانی چون اتین لویی ملوس و اگوستن-ژان فرنل به دنبال تحقیقات همان عصر در فرانسه بودند، ادعای بروستر در زمینه کشف مستقل را زیر سؤال نمی‌برد، در عین حال در یک یا دو مورد، اولویت کشفیات را باید به سایر افراد نسبت داد. یکی از همکلاسی‌هایش که کمتر شناخته می‌شود با عنوان «توماس دیک» نیز مبدل به نویسنده معروفی در زمینه نجوم گشت.
یکی از مهم‌ترین موضوعات مورد بررسی وی را می‌توان تحت پنج عنوان ذیل فهرست نمود:
1. قوانین قطبش تحت بازتاب و شکست نور و سایر قوانین کمی پداید هستی؛
2. کشف ساختار قطبش القا شده از گرما و فشار؛
3. کشف بلورهایی با دو محور انکسار مضاعف و بسیاری از قوانین مرتبط با این پدیده‌ها شامل ارتباط بین ساختار نوری و فرم‌های بلوری.
4. قوانین انعکاس فلزی؛
5. آزمایش‌ها بر روی جذب نور.

در این خط تحقیقاتی، اهمیت اصلی مرتبط با کشف این موارد است:
1. ارتباط بین شاخص انکسار و زاویه قطبش؛
2. بلورهای دومحوری و
3. تولید انکسار مضاعف توسط گرمادهی نامنظم.

این کشفیات به خوبی شناخته می‌شدند. اوایل ۱۸۰۷ میلادی، درجه LL.D توسط کالج ماریشال، ابردین به بروستر اعطا شد؛ در ۱۸۱۵ میلادی به عنوان عضو انجمن سلطنتی لندن انتخاب شده و مدال کاپلی را دریافت کرده و در ۱۸۱۶ میلادی نیمی از جایزه بنیاد فرانسه که سه هزار فرانک بود را به دلیل دوتا از مهم‌ترین کشفیاتش در زمینه علوم فیزیکی که دو سال قبل تر در اروپا انجام داده بود دریافت نمود. در ۱۸۲۱ میلادی، مبدل به عضو خارجی فرهنگستان پادشاهی علوم سوئد گشته و در ۱۸۲۲ میلادی عضو افتخاری خارجی فرهنگستان هنر و علوم آمریکا شد.
شهرت او در میان جامعه عمومی غیر علمی، بیشتر به دلیل اختراع زیبابین در ۱۸۱۵ میلادی می‌باشد که موجب افزایش تقاضا برای آن هم در پادشاهی متحده و فرانسه و هم ایالات متحده گشت. با گسترش شهرت او، پورتره‌های بروستر بعدها در برخی از جعبه‌های سیگار چاپ شدند. بروستر توسعه‌دهنده معروف لنزهای آکروماتیک، فیلیپ کارپنتر را به عنوان تنها سازنده زیبابین در ۱۸۱۷ میلادی انتخاب نمود. گرچه که بروستر زیبابین را در ۱۸۱۷ میلادی ثبت اختراع کرد (GB 4136)، یک کپی نمونه وار از آن برای نورشناسان لندنی نمایش یافته و قبل از ثبت اختراع کپی شد. نتیجتاً، زیبابین در شمارگان بالایی تولید شده و سود مالی مستقیمی برای بروستر به ارمقان نیاورد. مشخص شد که این محصول بسیار موفقیت‌آمیز بوده و دویست هزار زیبابین در لندن و پاریس طی سه ماه به فروش رفتند.
یکی دیگر از ابزارآلات مهم‌تر، برجسته‌بین بود که گرچه بسیار بعدتر در ۱۸۴۹ میلادی ساخته شد، همراه با زیبابین بیش از هر اثر دیگری باعث شهرت بروستر شد، درحالی که علیرغم آنچه غالباً گفته می‌شود جزو اختراعات وی نبوده‌است. سر چارلز ویتستون اصول آن را کشف نموده و اولین بار در ۱۸۳۸ آن را جهت ساخت ابزار سنگین اما مؤثری به کار گرفت. در این ابزار یک دوربین دوچشمی قرار دارد که تصاویر را با هم به کمک آینه‌ها ترکیب می‌نماید. بروستر علاقه‌ای نداشت که اعتبار آن را به رقیب سرسختش ویتستون دهد و به جای آن پیشنهاد نمود که مؤلفه اصلی اش آقای الیوت، «معلم ریاضیات» اهل ادینبرو است که به گفته بروستر، به اصول آن در ۱۸۲۳ دست یافته بوده و نمونه اولیه بدون لنز و بدون آینه‌ای از آن را در ۱۸۳۹ میلادی ساخته‌است و با آن می‌شد سرزمین‌های نقاشی شده بر روی ورقه‌های شفافی را دید، چرا که در آن زمان هنوز عکاسی اختراع نشده بود. خدمت شخصی بروستر به این ابزار، پیشنهادش برای استفاده از منشور جهت یکی کردن تصاویر غیر مشابه بود و براین اساس برجسته‌بین عدسی‌وار را می‌شد تا حدی یک اختراع نامید.
یکی دیگر از نتایج کاربردی تحقیقات نورشناختی بروستر، ارتقاء سامانه فانوس دریایی بریتانیایی بود. گرچه که فرسنل، که افتخار داشت تا اولین کسی باشد که این سامانه را راه اندازی می‌کرد، دستگاه دیوپتریک آن را به‌طور مستقل تکمیل نمود، بروستر پیش از او در این زمینه فعال بوده و دستگاه دیوپتریک را در ۱۸۱۲ میلادی توصیف نمده بود. بروستر از ۱۸۲۰ میلادی در میان مقامات نفوذ داشت، دو سال قبل از کار فرسنل، و در نهایت این وسیله از طریق تلاش‌های مداوم بروستر بود که در فانوس دریایی مذکور وارد گردید.

### سایر کارها
گرچه که کشفیات خود بروستر واجد اهمیت بودند، این خدمات تنها کمک او به علم به‌شمار نمی‌روند. او در ۱۷۹۹ میلادی به‌طور منظم در «مجله ادینبورو» می‌نوشت، مجلهٔ که در سالهای ۱۸۰۲ تا ۱۸۰۳ میلادی، در سن بیست سالگی در آن ویرایش می‌نمود. او در ۱۸۰۷ میلادی، ویرایشگری «دائره المعارف ادینبرو» تازه تأسیس را بر عده گرفت، دائره المعارفی که اولین بخش آن در ۱۸۰۸ میلادی پدیدار گشته و تا ۱۸۳۰ میلادی انتشار بخش آخرش طول کشید. این اثر جزو قوی‌ترین‌ها در دپارتمان علمی بده و بسیاری از با ارزش‌ترین مقالاتش از قلم این ویرایشگر بود. در یکی از دوره‌های مؤخر، وی یکی از مشارکت‌کنندگان پیشرو در «دانشنامه بریتانیکا» (ویرایش‌های هفتم و هشتم) بود، او همراه با سایرین در زمینه الکتریسیته، دینامیک سیالات، مغناطیس، میکروسکوپ، نورشناسی، برجسته‌بین و باتری وولتائیک می‌نگاشت. وی به عنوان عضو جامعه باستان‌شناسان آمریکایی در ۱۸۱۶ میلادی انتخاب شد.
بروستر در ۱۸۱۹ میلادی، کارهای ویرایشگری بیشتری را با تأسیس «ژورنال فلسفی ایدنبورو» همراه با رابرت جیم‌سان (۱۷۷۴–۱۸۵۶) انجام داد، این ژورنال جای «مجله ادینبورو» را گرفت. اولین ده جلد (۱۸۱۹–۱۸۲۴) تحت ویرایشگری مشترک بروستر و جیمسون منتشر شدند، چهار جلد باقیمانده (۱۸۲۵–۱۸۲۶) توسط جیمسون به تنهایی ویرایش شدند. بروستر پس از مشارکت با جیمسون، «ژورنال علمی ادینبورو» را در ۱۸۲۴ میلادی شروع کرد. ۱۶ جلد از ژورنال اخیر تحت ویرایشگری او طی سالهای ۱۸۲۴ تا ۱۸۳۲ میلادی ظاهر گشت که مقالات بسیاری زیادی از آن به قلم خود اوست.
او حدود سیصد مقاله منتشر کرد که برای بسیاری از جوامع آموزشی ارسال گردید، تعداد قلیلی از هم عصریان او در این حد برای بازبینی‌های مختلف می‌نگاشتند. در «بازبینی بریتانیای شمالی» به تنهایی، هفتاد و پنج مقاله از او منتشر شد. فهرست عظیمی از آثار جداگانه او در پایین آورده می‌شود. با این حال باید به‌طور خاص، مهم‌ترین اثر او در اینجا ذکر شود: زندگی‌نامه ای که برای ایزاک نیوتون نوشت. در ۱۸۳۱ میلادی «زندگی سر آیزاک نیوتون» را منتشر کرد، توصیفی کوتاه از زندگی فیلسوف در «کتابخانه خانوادگی مورای» و به تبع آن در ویرایش ۱۸۳۲ آمریکایی‌اش در کتابخانه خانوادگی هارپر؛ اما تا ۱۸۵۵ طول کشید تا بتواند اثر بسیار کامل تری با عنوان «سرگذشت زندگی، نویسندگی و کشفیات سر آیزاک نیوتون» را منتشر کند، اثری که نتایج بیش از بیست سال از تحقیقات یادداشت‌های اصلی و سایر منابع موجود را در خود می‌گنجاند.
موقعیت بروستر به عنوان ویرایشگر، باعث شد تا با مهم‌ترین افراد علمی در تماس قرار گیرد و طبیعتاً به عنوان اولین اشخاصی قرار گیرد که به اهمیت ارتباطات علمی بین دانشمندان پی می‌برد. در کتاب مروری چارلز ببیج با عنوان «افول علم در انگلستان» در «کوارترلی ریویو» اثر «جان مورای»، وی پیشنهاد نمود که «انجمنی از اشراف، روحانیون، اصیل‌زادگان و فیلسوفانمان» تشکیل گردد. بسیاری از طرفداران فرضیه «افول» از این ایده استقبال نموده و به سرعت «انجمن بریتانیایی برای پیشرفت علوم» را تأسیس نمودند. اولین جلسه این انجمن در یورک طی ۱۸۳۱ میلادی تشکیل شد و بروستر همراه با ببیج و سر جان هرشل، سهم عمده ای در تشکیل آن داشتند.
در همان سالی که انجمن مذکور برگزار شد، بروستر مفتخر به عنوان شوالیه گشت و نشان انجمن سلطنتی ولفی را دریافت نمود. در ۱۸۳۸ میلادی، به عنوان رئیس کالج‌های متحده سنت سالواتور و سنت لئونارد در دانشگاه سنت اندروز منصوب گشت. در ۱۸۴۹ میلادی به عنوان رئیس انجمن بریتانیا عمل کرده و به عنوان هشتمین شرکای خارجی بنیاد فرانسه، پس از یاکوب برسلیوس انتخاب شد و ده سال بعد، مقام ریاست دانشگاه ادینبورو را قبول کرده و تا چند ماه که منتهی به مرگش شد در این سمت بود. در ۱۸۵۵ میلادی، دولت فرانسه او را ملقب به لژیون دونور کرد.
او از دوستان نزدیک هنری فاکس تالبوت، مخترع فرایند کالوتایپ بود. او مثال‌های اولیه از کارهایش را برای بروستر ارسال می‌کرد. این بروستر بود که به تالبوت پیشنهاد نمود تا فرایند ثبت اختراعش را تنها در انگلستان انجام دهد. کارهای تالبوت، توسعه اولیه عکسبرداری در انگلستان را کلید زد و در نهایت به او امکان تشکیل اولین جامعه عکسبرداری را در جهان داد، جامعه‌ای با عنوان باشگاه کالوتیپ ادینبورو در ۱۸۴۳ میلادی. بروستر عضو برجسته باشگاه تا زمان انحلال آن در اواسط دهه ۱۸۵۰ میلادی بود؛ با این حال، علاقه‌مندی او در زمینه عکسبرداری ادامه یافته و به عنوان اولین رئیس جامعه عکسبرداری اسکاتلند، هنگام تأسیسش در ۱۸۵۶ میلادی انتخاب شد.
بروستر که عصبی مزاج بود، تا حدی در مناقشات زودرنج بود؛ اما به‌طور مکرر در معرض تحریکات جدی قرار می‌گرفت. او مردی محترم و دارای کاراکتر مذهبی پرحرارتی بود. برای فهم جایگاه علمی‌اش میان اختراعات علمی، اصل مهمی که باید مد نظر قرار گیرد این است که ذکاوت او ویژگی ریاضیاتی نداشت. روش‌های او تجربی بودند و قوانینی که بنیان می‌نهاد عموماً حاصل آزمایش‌های مکرر بودند. در ارتباط با توضیح پدیده‌هایی که درگیرشان بود در نهایت کمکی نکرد و این مسئله قابل ذکر است که گرچه تا آخر عمر به نظریه تشعشعی باورمند نبود، هیچگاه به‌طور صریح نظریه موجی نور را نیز اقتباس ننمود. برخی بر سر نظر جیمز دیوید فوربز، ویرایشگر ویرایش هشتم «دانشنامه بریتانیکا» مناقشه و اختلاف نظر دارند: «درخشش علمی متفاوت با توماس یانگ و فرسنل بود؛ اما کاشف قانون قطبش بلورهای دومحوری در کانی‌شناسی نورشناختی، و انکسار مضاعف ناشی از فشردگی، همیشه جزو رتبه‌های برتر در تاریخ خردمندی بشر آن زمان باقی خواهد ماند.» به کارهای بروستر علاوه بر کارهای یادشده نیز می‌توان افزود: «یادداشت‌ها و مقدمه‌ای بر ترجمه کارلایل از اصول هندسه لژاندر» (۱۸۲۴)؛ «رساله‌ای بر نورشناسی» (۱۸۳۱)؛ «نامه‌هایی در مورد جادوی طبیعی، خطاب به سر والتر اسکات» (۱۸۲۱)؛ «شهدای راه علم یا زندگی‌های گالیله، تیخو براهه و کپلر» (۱۸۴۱)؛ «بیش از یک جهان» (1854).
او در «رساله» خود اثبات کرد که رنگ‌های گیاهان مرتبط با طیف جذبی بوده و اولین بار فلورسانس قرمز سبزینه را توصیف کرد.

### تاریخچه فراماسونری اسکاتلند
علاوه بر آثار علمی متعدد و زندگی‌نامه‌های دانشمندان مشهور، بروستر همچنین این اثر را نیز منتشر کرد: «تاریخچه فراماسونری از منابع معتبر اطلاعاتی با توصیف گراند لوژ اسکاتلند از تأسیس آن در ۱۷۳۶ میلادی تا زمان کنونی» این اثر در ۱۸۰۴ میلادی منتشر شد، زمانی که او تنها ۲۳ سال داشت. این اسر توسط الکساندر لاوری کمیسیون شد و برای انتشار به گراند لژ اسکاتلند داده شد. اغلب به اشتباه الکساندر لاوری را نویسنده این اثر می‌دانند. این کتاب مبدل به یکی از آثار استاندارد در زمینه فراماسونری اولیه شد. هیچ مدرکی مبنی بر فراماسون بودن بروستر در زمانی که این کتاب را نوشت وجود ندارد و هیچ مدرکی برای فراماسون بودنش بعد از آن زمان نیز در دست نیست.

### مخالفت با تکامل
عقاید مسیحی بروستر او را به سمت مخالفت با جهش گونه‌ها و نظریه تکامل می‌برد. نظر او این بود که «علم و مذهب باید یکی باشند، چرا که هردو با حقیقت سروکار دارند که فقط یک مؤلف مشترک دارد.» در ۱۸۴۵ میلادی، بازبینی بسیار انتقادی در مورد اثر «وستیج‌های تاریخ طبیعی خلقت» در «بازبینی بریتانیای شمالی» که در مورد تکامل بود نوشت. او این اثر را توهینی نسبت به رستگاری مسیحی در نظر می‌گرت و یک مثال خطرناک از ماده‌گرایی.
در ۱۸۶۲ میلادی در پاسخ به «منشأ گونه‌ها» از داروین، مقاله «حقایق و خیالبافی‌های آقای داروین» را در «گود وردز» منتشر ساخت. او بیان کرد که کتاب داروین «حقایق جالب و خیالبافی‌های بیهوده» را با هم ترکیب کرده و «گمانه‌زنی‌های خطرناک و منحط» را شکل داده‌است. او تغییرات اقتباسی را می‌پذیرفت، ولی به شدت با نظر داروین در ارتباط با «فرم کهن» مخالفت ورزیده و آن را ایده توهین آمیزی نسبت به هردوی افراد «طبیعت‌گرا و مسیحی» می‌دانست.

## خانواده
بروستر دوبار ازدواج کرد. اولین همسرش ژولیت ماسفرسون (حدود ۱۷۷۶ تا ۱۸۵۰) بود که دختر جیمز ماسفرسون (۱۷۳۶–۱۷۹۶)، مترجم احتمالی اشعار اوسیان بود. آن‌ها در ۳۱ ژوئیه ۱۸۱۰ میلادی در ادینبورو ازدواج کردند و چهار پسر و یک دختر داشتند:
- جیمز (۱۸۲۱-)
- چارلز ماسفرسون (۱۸۱۳–۱۸۲۸)، مغروق.
- دیوید ادوارد بروستر (۱۷ اوت ۱۸۱۵ -)، افسر نظامی (سرهنگ دوم) شد که در هند خدمت نمود.[۴۳]
- هنری کریگی (۱۸۱۶–۱۹۰۵) افسر نظامی و عکسبردار شد.[۴۴][۴۵]
- مارگارت ماریا گوردون (۱۸۲۳–۱۹۰۷)، کتابی در مورد بروستر نوشت که به عنوان جامع‌ترین توصیف زندگی وی تلقی می‌گردد.[۴۶]

ازدواج دوم بروستر در ۲۶ (یا ۲۷) مارس ۱۸۵۷ میلادی با جین کیرک پورنل (متولد ۱۸۲۷) بود. او دختر دوم توماس پورنل اهل اسکاربورو بود. ماجرای غش کردن لیدی بروستر در مناظره تکامل آکسفورد در ۳۰ ژوئن ۱۸۶۰ میلادی معروف است. بروستر در ۱۸۶۸ میلادی فوت کرد و در صومعه ملروز، کنار همسر و پسر دومش خاکسپاری گشت. ساختمان فیزیک در دانشگاه هریوت-وات به یاد او نامگذاری شده‌است.

### قدردانی و ارجاعات جدید
نیم تنه بروستر در تالار قهرمانان یادبود ملی والاس در استیرلینگ قرار دارد.
به دیدگاه‌های بروستر در مورد احتمال تکامل هوشمند در سایر سیارات، در تقابل با ایده ویلیام هیول، در رومان «برج‌های بارچستر» اشاره شده‌است.
او به عنوان یک آنتاگونیست (هماورد) خرد در بازی ویدیویی ۲۰۱۵ میلادی با عنوان «اساسینز کرید: سندیکا» پدیدار شده‌است. در آنجا نقش دانشمندی را داراست که برای فرقه دشمن در بازی کار می‌کند. او توسط یکی از پروتاگونیست‌ها به نام اوی فرای کشته می‌شود.
خیابانی در مجتمع ساختمان‌های کینگز (ساختمان‌های علمی مرتبط با دانشگاه ادینبرو)، در ۲۰۱۵ میلادی به یادش نامگذاری شده‌اند.